# Іван Граматик
Іван VII Граматик (грец. Πατριάρχης Ιωάννης Ζ΄ Γραμματικός, в миру Оване́с Ка́рахан; бл. 780 — не пізніше 867) — патріарх Константинопольський (21 січня 837 — 4 березня 843).

## Біографія
Православний вірменин. Народився близько 780 року в Константинополі. За деякими даними, в молодості займався іконописом як ремеслом, потім став викладати. У 810-х роках уже мав славу людини дуже освіченої і шанованої (збереглися три листи до нього святого Феодора Студита) і отримав прізвисько «Граматик».